# كارل براند
كارل براند (بالإنجليزية: Karl Brand)‏ ولد بتاريخ 30 يناير 1941 في برن، سويسرا، هو دراج سويسري سابق.

## روابط خارجية
- كارل براند على موقع أرشيف الدراجات (الإنجليزية)
- كارل براند على موقع إحصائيات الدراجات الإحترافية (الإنجليزية)